# Алфред Тајсо
Алфред Ернест Тајсо (енгл. Alfred Ernest Tysoe; Padiham, 21. март 1874 — Блекпул, 26. октобар 1901) био је британски атлетичар, двоструки победник Олимпијских игара 1900. у Паризу.

## Биографија
Алфред Тајсо, радник на фарми у Ланкаширу, постиже своје прве успехе у атлетици 1896, када побеђује на првенству Нордерн каунтис у тркама на 1.000 јарди и на једну миљу. Његов успех привукао је пажњу Хародда Хардвика, оснивач клуба Солфорд Харијерса 1884. и већ 1897. Тајсо постаје члан солфордског клуба. Те године осваја ААА (Атлетска анмареска асоцијација) првенство на једну и 10 миља. Следеће годне помогао је клубу да освоји свој шести национални крос.
Показујући очигледан таленат за трчање на дуже стазе, Тајсо прави изненађење учествујући и на краћим стазама. На 880 јарди освојио је ААА титулу 1899. коју је задржао и 1900. у времену 1:57,8, и избио на врх светске ранг листе те године. Због добрих резултата ушао је у репрезентацију за учешће на Олимпијским играма 1900. у Паризу. Учествовао је у две дисциплине, трци на 800 метара и екипној трци на 5.000 метара.
У трци на 800 метара, резултатом 2:01,2, лако је победио другопласираног Џон Крејгана из САД за три јарда.
У екипној трци на 5.000 метара поново је освојио златну медаљу. Златна медаља освојена у овој трци није приписана Уједињеном Краљевству јер се у саставу екипе поред Чарлса Бенета, Џона Римера, Сиднија Робинсона и Тајсоа, налазио и Аустралијанац Стенли Роули, па је медаља приписана Мешовитом тиму.
Године 1901. разболео се и умро од плеуритиса у свом дому у Блекпулу, 27 години..
Сахрањен је у гробљу Лејтон у Блекпулу. На његовом надгробном споменику пише :
Споменик су подигли многобројни љубитељи овог познатог спортисте код којих је са великим поштовањем задржан у сећању.